# Seefelder Aachmündung

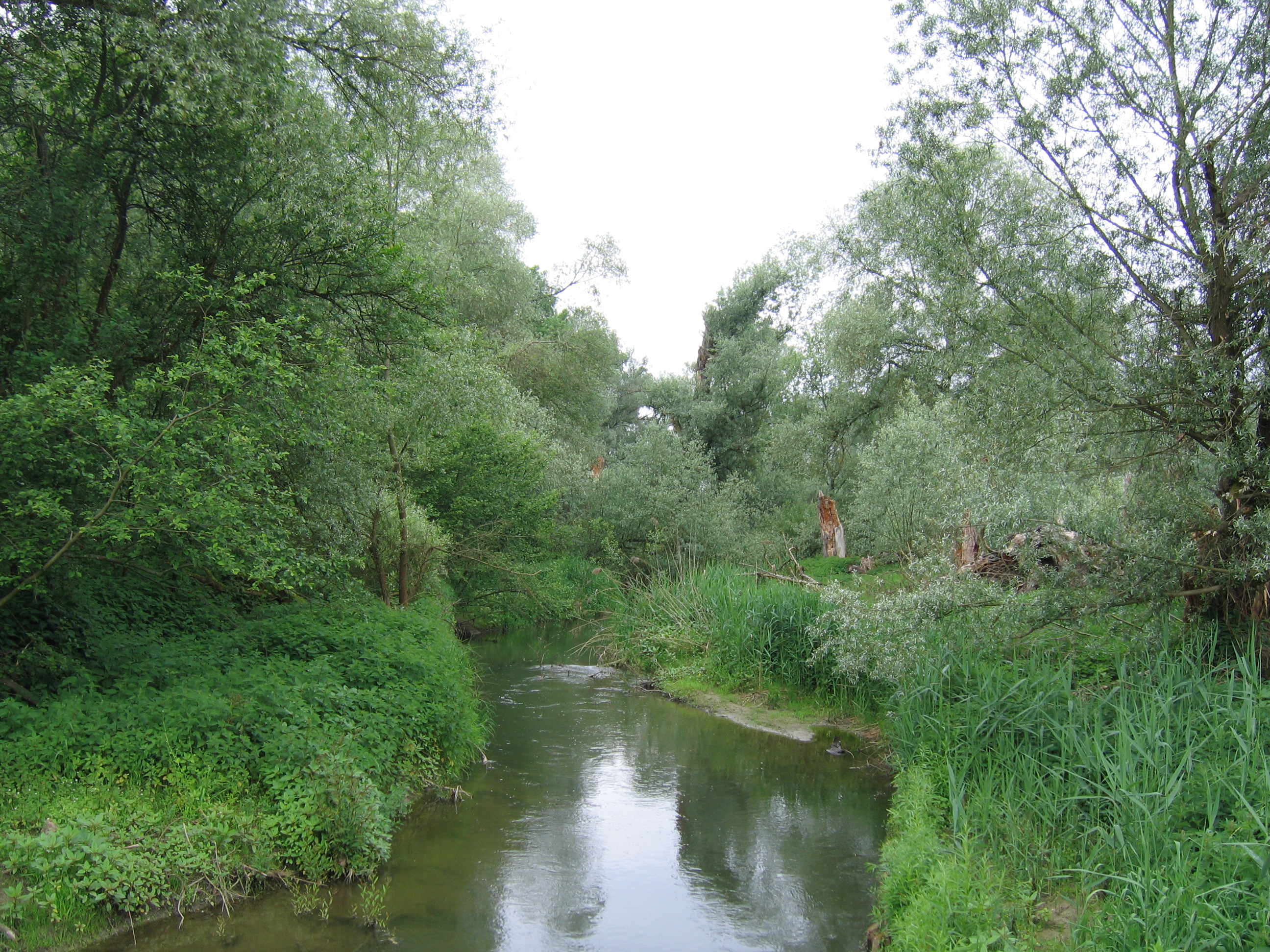
Im NSG Seefelder Aachmündung

Das Gebiet Seefelder Aachmündung  ist ein mit Verordnung vom 5. November 1940 des Ministers für Kultus und Unterricht (Nachfolger ist das Regierungspräsidium Tübingen) ausgewiesenes Naturschutzgebiet (NSG-Nummer 4.059) im Gebiet der baden-württembergischen Gemeinde Uhldingen-Mühlhofen im Bodenseekreis in Deutschland. Es umfasst den Mündungsbereich der hier Seefelder Aach genannten Linzer Aach in den Bodensee.

## Lage
Das rund 55 Hektar große Naturschutzgebiet Seefelder Aachmündung, westlich der Gemarkung Oberuhldingen und nördlich der Gemarkung Unteruhldingen gelegen, gehört naturräumlich zum Bodenseebecken und liegt auf einer Höhe von 398 m ü. NN.

## Schutzzweck
Wesentlicher Schutzzweck des NSG Seefelder Aachmündung ist die Erhaltung eines einzigartigen Mündungsbereichs in den Bodensee mit ausgedehnten Riedflächen, einer Flachwasserzone, der Hochstaudenflur, den Schilfflächen und den Altwassern der Linzer Aach, die nur im Unterlauf und Mündungsbereich Seefelder Aach genannt wird.

### Flora und Fauna
Das Gebiet dient als Lebensraum zahlreicher seltener und zum Teil vom Aussterben bedrohter Fische, Insekten, Wasservögel, Reptilien und Amphibien.

#### Flora
Aus der schützenswerten Flora sind neben Pfeifengraswiesen und Hochstaudenriedern unter anderem folgende Pflanzenarten zu nennen:
- die Sumpf-Schwertlilie (Iris pseudacorus), eine heimische Pflanze aus der Familie der Schwertliliengewächse
- der Gewöhnliche Schneeball (Viburnum opulus), eine Art aus der Familie der Moschuskrautgewächse
- die Silber-Weide (Salix alba), eine Art aus der Familie der Weidengewächse

#### Fauna
Aus der schützenswerten Fauna sind folgende Tierarten (Auswahl) zu nennen:
- Der Haubentaucher (Podiceps cristatus), eine Vogelart aus der Familie der Lappentaucher
- die Tafelente (Aythya ferina), eine Vogelart aus der Familie der Entenvögel